# جامعة دونيتسك الحكومية للإدارة
جامعة دونيتسك الحكومية للإدارة مؤسسة تعليم عالي أوكرانية، (بالأوكرانية: Донецький державний університет управління) هي جامعة تقع في دنيبروبتروفسك أوبلاست، أوكرانيا. تأسست هذه الجامعة في سنة 1992